# Schwingen

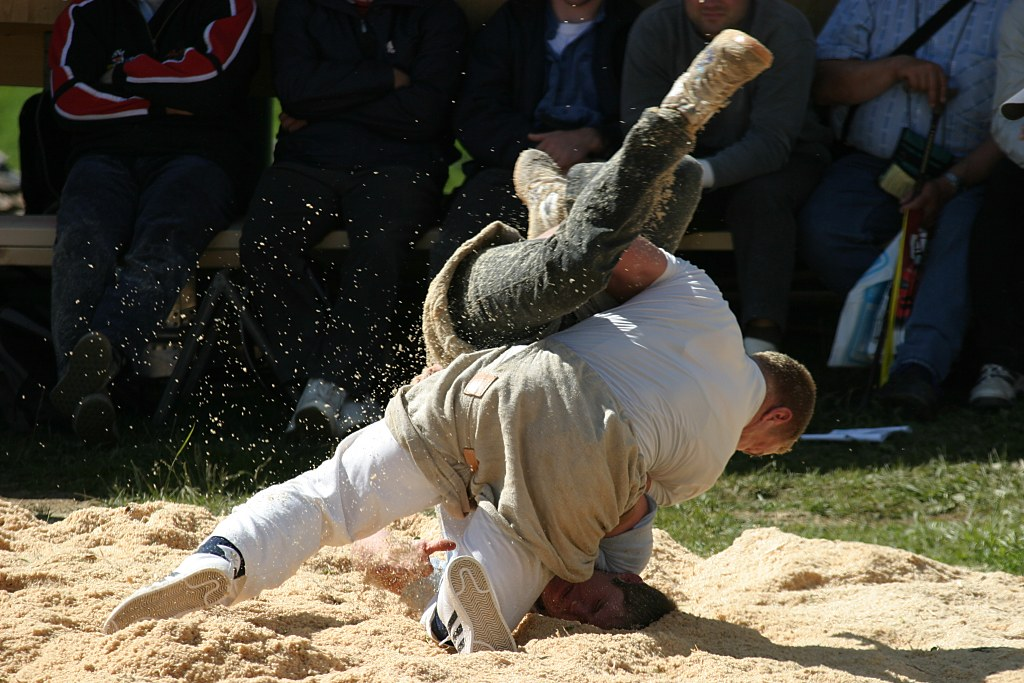
zápas

Schwingen je tradiční švýcarský úpolový sport. Jeho předchůdcem je Appenzeller Hosenlupf (provozovaný již od 10. století) a Entlebucher Rutzen.
Souboje se konají pod otevřeným nebem. Neexistují hmotnostní kategorie a soutěží se účastní výhradně amatérští zápasníci. Cílem je pomocí povolených technik během 10 minut přimět protivníka ke kontaktu hýžděmi nebo zády se zemí. Před každým zápasem si oba zápasníci podají ruce. Toto se opakuje i na konci utkání. Vítěz pak musí na důkaz úcty oprášit poraženému záda. Zápasníci mají speciální kalhoty, které jsou upraveny pro tento boj. Vydrží velmi mnoho. Každý rok se v hlavním městě (Frauenfeld) kantonu Thurgau a ostatních hlavních městech pořádá mistrovství Švýcarska v tomto sportu.

## 2010
V roce 2010 bylo ve Frauenfeldu něco přes 100 000 lidí a z toho 55 000 lidí na stadionu, který se v ten okamžik stal největším ve Švýcarsku. Soutěž se skládala z kvalifikace, která byla v sobotu 21. srpna a z hlavního dne 22. srpna, kdy z mnoha amatérských i profesionálních zápasníků vzešel šampion. Šampionem se stal na 1 rok a poté byl zapsán do análů soutěže. V roce 2010 šampion dostal nejen vavřín, ale připadl mu také 1400kg a 160 cm vysoký býk Arnold. Tento býk byl pojmenován po organizátorovi a nejbohatším Švýcarovi v kantonu Thurgau.